# Josep de Vilamala
Josep de Vilamala fue el último Diputado Eclesiástico de la Diputación del General del Principado de Cataluña antes de la abolición de la institución por los Decretos de Nueva Planta tras el Sitio de Barcelona y la derrota del 11 de septiembre de 1714. Su mandato fue desde el 22 de julio de 1713 hasta el 16 de septiembre de 1714 siendo uno de los principales dirigentes de la Campaña de Cataluña (1713-1714). 
De profesión monje sacristán. Asistió a la Junta de Braços de junio de 1713 en la que se resolvió la resistencia de Barcelona contra Felipe V. 
Aunque su cargo vivió unas circunstancias de guerra similares a las de Pau Claris en 1640, su figura no tuvo tanta trascendencia por razón de que las Juntas de Defensa del Gobierno provisional de Cataluña, dejaron a la Generalidad en un segundo término. 
El conflicto, fruto de la Guerra de Sucesión, acabó tras una obstinada defensa, mantenida por gente de todos los estamentos y con tropas valencianas y mallorquinas a las órdenes del Conseller en Cap del Consejo de Ciento, Rafael Casanova, Barcelona capituló el 11 de septiembre de 1714. Un decreto de 16 de septiembre de José Patiño, declara cancelada la Generalidad y destituidos todos sus cargos.
| Predecesor: Francesc Antoni de Solanell i de Montellà | Diputado Eclesiástico de la Diputación del General del Principado de Cataluña 22 de julio de 1713 - 16 de septiembre de 1714 | Sucesor: Cargo abolido |

- Datos: Q1951110